# James Hurtle Fisher
James Hurtle Fisher (1790, Sunbury-on-Thames, Reino Unido – Adelaida, Australia 28 de enero de 1875) fue un abogado británico y un importante pionero en Australia Meridional. Fue el primer Comisionado Residente de Australia Meridional, el primer alcalde de Adelaida y el primer residente de Australia Meridional en ser investido como caballero.

## Biografía
James Hurtle Fisher nació en Sunbury, en ese entonces parte de Middlesex, Inglaterra, siendo el hijo mayor de James y Henrietta Harriet Fisher. Comenzó entrenándose como abogado con el bufete de Londres de Brown y Gotobed, y admitido como profesional en julio de 1811. Se casó con Elizabeth Johnson el 5 de octubre de 1813. Comenzó a practicar el derecho en 1816.

## Viaje a Australia Meridional
Fisher se convirtió en miembro del Comité de Construcción de Australia Meridional en septiembre de 1835; en noviembre fue elegido como el comisionado residente. El 13 de julio de 1836 fue nombrado registrador, y, al día siguiente, Comisionado Residente, bajo la Ley de Australia Meridional. Su rol le dio mucho poder para disponer de tierras públicas en la nueva colonia - las ganancias de las ventas se destinarían, según el plan de Wakefield, a financiar la migración de trabajadores a la colonia. En cuestión de poder, se encontraba solo detrás del gobernador, con la estipulación adicional de que sus poderes y los del gobernador serían completamente separados.
En julio de 1836, Fisher y su familia dejaron Inglaterra, acompañando al gobernador y su grupo de viaje a bordo del HMS Buffalo. Llegaron a Holdfast Bay el 28 de diciembre de 1836, en donde se proclamó la nueva colonia.

## Disputas con Hindmarsh
Fisher había recibido permiso para preparar sus propias instrucciones, pero estas no fueron mostradas al Gobernador Hindmarsh. Las disputas entre los dos hombres y sus potestades habían comenzado ya a bordo del Buffalo, y fueron revividas durante las sesiones del nuevo Consejo de Gobierno. En febrero de 1837 la Corte de Fiscal Residente forzó a ambos a mantener la paz entre ellos. También tuvieron desacuerdos sobre el lugar para el centro de Adelaida, el cual Hindmarsh quería mover más cerca al puerto, y sobre el lento progreso de la agrimensura. Hindmarsh finalmente no logró trasladar la ciudad y la medición progresó. En marzo, Fisher convocó a una reunión de dueños de tierras para que selecciones sus propios acres de pueblo, y el resto de los acres fueron vendidos poco después. Hubo incluso más controversias cuando el jardín del gobernador se extendió en tierras públicas. En agosto, Hindmarsh suspendió a Robert Gouger de su puesto como Secretario Colonial. John Brown, un empleado de Fisher y no sujeto al gobernador, también fue suspendido el 11 de septiembre de 1837. Fisher inmediatamente emitió una orden indicando que Brown aún continuaba en funciones; Hindmarsh luego emitió una proclamción contradictoria. Las acusaciones continuaron yendo y viniendo, con ambas partes enviando comunicados a Londres. En marzo de 1838 el Gobernador Hindmarsh fue llamado de vuelta a Londres, dejando Adelaida en julio. No obstante, esta no fue una victoria para Fisher: el nuevo gobernador, George Gawler, recibió los poderes combinados del Gobernador y el Comisionado Residente, efectivos a su llegada en octubre de 1838.
Fisher volvió a ejercer derecho y se volvió un líder del Colegio de Abogados de Australia Meridional.

## Carrera política
En octubre de 1840 Fisher fue elegido como el primer Alcalde de Adelaida. Fue alcalde de la ciudad nuevamente entre 1852 y 1854. Fue elegido al Consejo Legislativo en 1853, convirtiéndose en vocero (1855-56) y presidente (1857-65), después de lo cual se retiró de la política.
En 1860 fue investido como Knight Bachelor, convirtiéndose en el primer residente de Australia Meridional en recibir este título.

## Muerte

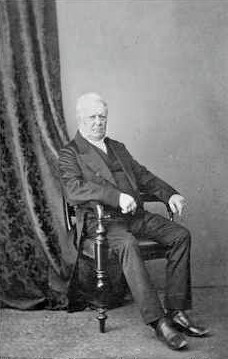
Fisher en 1864

Fisher murió en Adelaida el 28 de enero de 1875, dejando atrás a cuatro hijos y cuatro hijas.

## Familia
James se casó con Elizabeth Johnson (1792 – ). Entre sus hijos estaban:
- Elizabeth (1815–1905) casada con John Morphett el 15 de agosto de 1838.
- James Fisher (1816–1913), ganadero. Se retiró en Inglaterra.
- Charles Brown Fisher (25 de septiembre de 1817 – 6 de mayo de 1908), un importante ganadero
- Frances Lucy Fisher (1823–1909) casada con John Vidal James (1820–1897), colono pionero de Inman Valley y Willunga, más adelante Almacenero Colonial. Regresó a Inglaterra en 1855.
- George Willam Taylor Fisher (1825 – 6 de agosto de 1859) muerto en el naufragio del Admella
- Hurtle E. Fisher (1825 – 30 de junio de 1905) sobreviviente del naufragio del Admella, se convirtió en una importante criadora de caballos en Victoria.
- Marianne Fisher (1827–1927).
- William Dundas Fisher (1829 – 2 de diciembre de 1886) casado con Sarah Melville el 27 de julio de 1859, murió en South Yarra.
- Emily Ann (1837– ) casada con Joseph Palmer el 10 de noviembre de 1855.

## Memoriales
James Hurtle Fisher ha sido conmemorado en varias maneras:
- Hurtle Square en Adelaida fue nombrada en su honor
- En la Iglesia de la Trinida existe una plaqueta en su honor, ya que él fue uno de los primeros fidecomisarios de la iglesia.
- Su retrato se encuentra en el edificio del Parlamento de Australia Meridional.

Existe una plaqueta conmemorativa cerca de la esquina de North Terrace y West Terrace en Adelaida que marca la ubicación aproximada de las Oficinas de Agrimensura y Tierras y las cabañas de Fisher y el coronel William Light, las cuales fueron destruidas en un incendio en 1839.